# Université d'arts libéraux

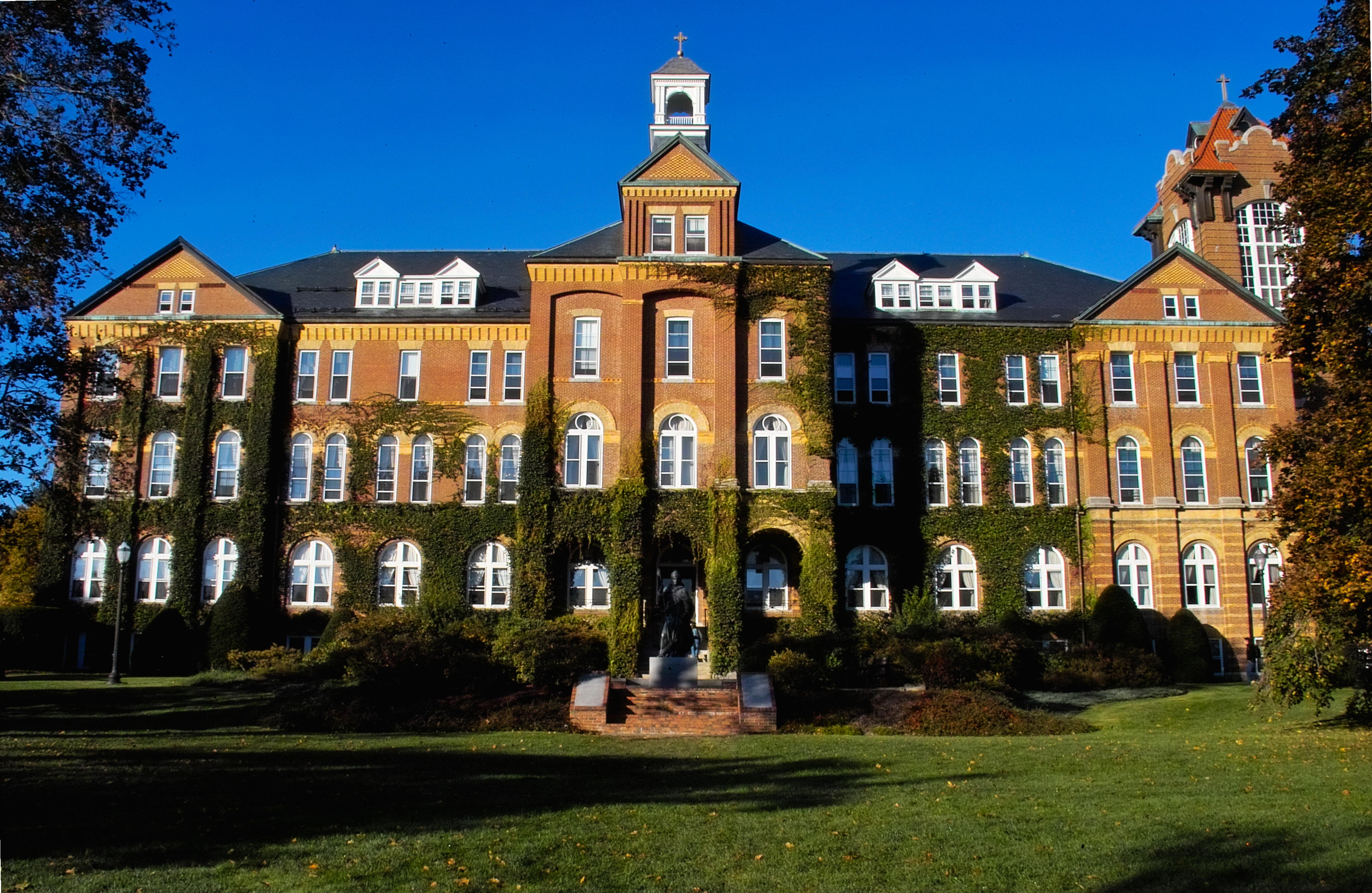
Le Saint Anselm College, une université d'arts libéraux traditionnelle de Nouvelle-Angleterre.

Une université d'arts libéraux (en anglais, liberal arts college) est une université qui offre principalement des cours de premier cycle menant au Bachelor of Arts (licence)  dans les disciplines relevant des arts libéraux et des sciences.
Une université d'arts libéraux vise à donner une vaste connaissance générale et à développer les capacités intellectuelles générales, plutôt qu'à fournir une formation professionnelle ou technique.
Les étudiants d'une université d'arts libéraux reçoivent généralement une concentration de cours dans une discipline particulière, tout en recevant une exposition à un large éventail de sujets académiques, y compris dans les domaines des sciences de la nature et des sciences humaines.
Bien que ces universités aient de forts antécédents européens, elles sont aujourd'hui fortement influencées par l'enseignement supérieur américain et la plupart des universités d'arts libéraux à travers le monde imitent explicitement les universités d'arts libéraux américaines.
Bien que de nombreuses universités d'arts libéraux offrent exclusivement des cours de premier cycle, certaines offrent aussi des programmes d'études supérieures menant à une maîtrise ou un doctorat. Bien que les universités d'arts libéraux soient habituellement des institutions indépendantes, elles font parfois partie d'une grande université ou sont affiliées à une telle université. La plupart des universités d'arts libéraux à l'extérieur des États-Unis suivent ce dernier modèle.

## Caractéristiques distinctives

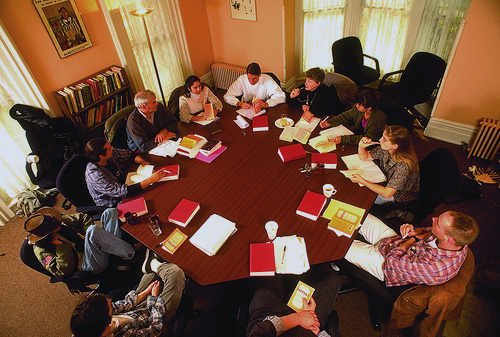
Une classe de discussion au Shimer College de Chicago

Les universités d'arts libéraux se distinguent des autres types d'établissements d'enseignement supérieur principalement par leurs programmes d'études généralistes et leur petite taille. Ces attributs ont divers effets secondaires en termes d'administration ainsi que l'expérience pour les étudiants. Par exemple, la taille des classes est généralement beaucoup plus petite dans les universités d'arts libéraux que dans les universités standards et les professeurs y mettent l'accent sur l'enseignement plutôt que sur la recherche.
Du point de vue des étudiants, une université d'arts libéraux diffère généralement des autres établissements d'enseignement supérieur dans les domaines suivants : une satisfaction des étudiants plus élevée, un sentiment général que les professeurs prennent un intérêt personnel dans l'éducation des étudiants et la perception que les étudiants sont encouragés à participer à des discussions dans les cours . Plusieurs étudiants choisissent les universités d'arts libéraux à cause précisément de ces caractéristiques.
Du point de vue administratif, la petite taille des universités d'arts libéraux contribue à leur cohésion et de leur capacité à survivre dans les périodes difficiles. Aussi, la satisfaction au travail est plus élevée dans les universités d'arts libéraux, tant pour les professeurs que pour le personnel. La petite taille facilite l'adoption d'approches expérimentales ou divergentes, telles que le programme Œuvres marquantes au St. John's College (Annapolis/Santa Fe) (en) ou au Shimer College, ou le programme radicalement interdisciplinaire du Marlboro College (en).
Aussi, la plupart des universités d'arts libéraux sont principalement résidentielles, ce qui signifie que les étudiants vivent et étudient loin de la maison, souvent pour la première fois.
Le caractère distinctif des universités d'arts libéraux est quelque peu érodé par la tendance des universités à adopter les caractéristiques des universités d'arts libéraux, et vice versa. Par exemple, plusieurs universités américaines, y compris l'Université de Californie, ont expérimenté un modèle de cluster d'établissements résidentiels semblables à des universités d'arts libéraux. D'un autre côté, certaines universités ont maintenu une sous-unité qui conserve de nombreux aspects des universités d'arts libéraux, comme le Collège Columbia de l'Université Columbia.

## Globalement
On retrouve des universités d'arts libéraux dans toutes les parties du monde. Nonobstant leurs origines européennes, les universités d'arts libéraux sont aujourd'hui largement associées aux États-Unis, et la plupart des établissements d'enseignement qui s'identifient comme des universités d'arts libéraux dans le monde sont construits sur le modèle américain. Le Global Liberal Arts Alliance, qui inclut des institutions situées sur les cinq continents, se définit comme « un partenariat international et multilatéral d'institutions d'arts libéraux de style américain ».
En 2009, les universités d'arts libéraux du monde entier ont formé le Global Liberal Arts Alliance (en), un consortium international qui vise à aider les universités d'arts libéraux dans les différents pays à faire face à des problèmes communs.

## En Amérique du Nord

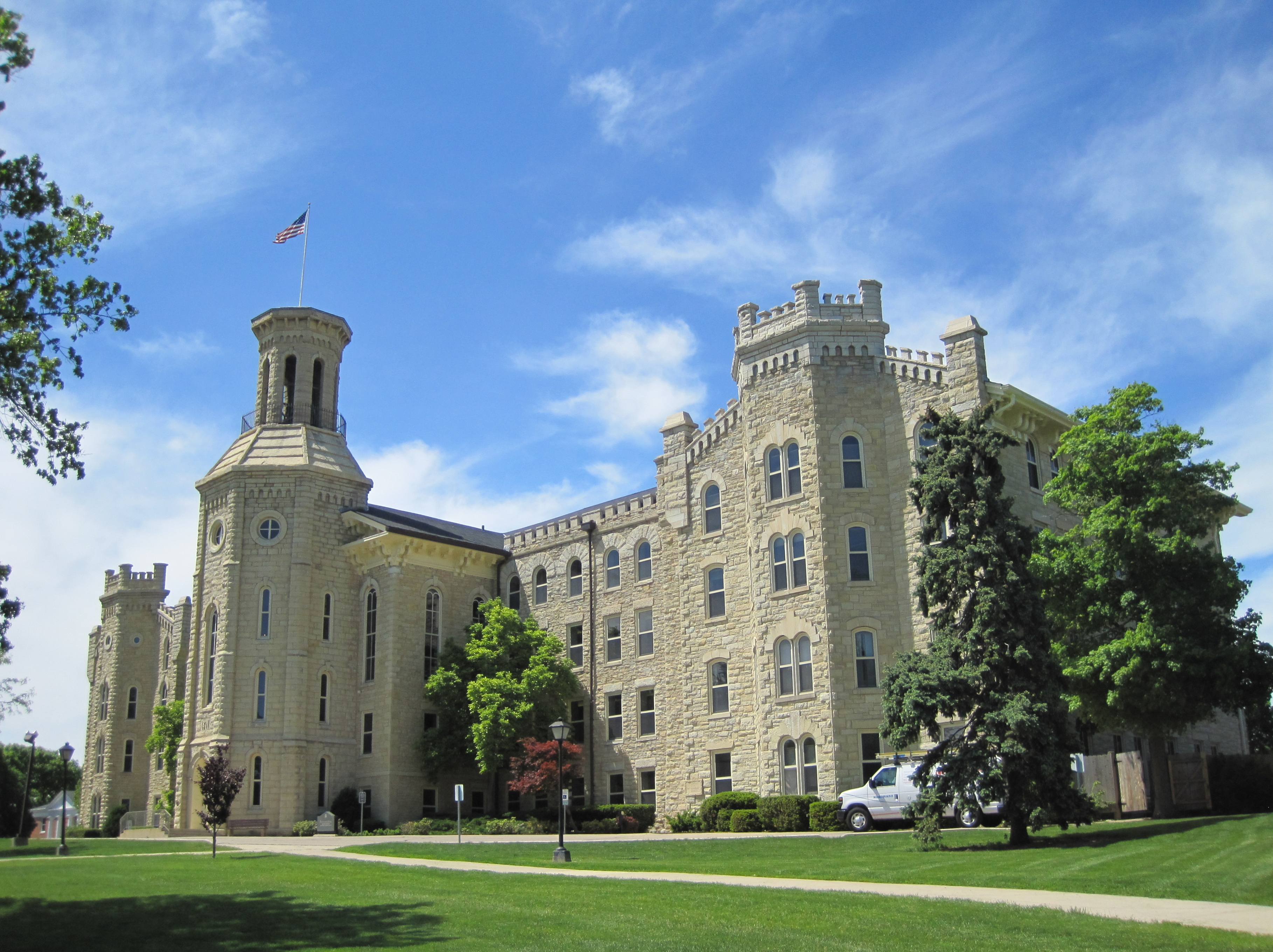
Le Wheaton College, une université d'arts libéraux chrétienne évangélique située dans l'État de l'Illinois aux États-Unis.

Le modèle des universités d'arts libéraux a pris racine aux États-Unis au XIXe siècle. Ces universités ont servi de moyen de diffusion d'un modèle culturel essentiellement européenne à travers le nouveau pays.
Le modèle a rapidement proliféré et quelque 212 petites universités d'arts libéraux ont été créées entre 1850 et 1899. En 1987, il y avait environ 540 universités d'arts libéraux aux États-Unis.
Le plus ancienne université d'arts libéraux aux États-Unis est le Washington College, le premier collège agréé après l'indépendance américaine. D'autres exemples éminents aux États-Unis sont les Little Three (en), le Vassar College, le Carleton College, le Colby-Bates-Bowdoin Consortium (en), les Little Ivies (en) en Nouvelle-Angleterre, les Little Ivies (en), les Five Colleges of Ohio (en), le St. Olaf College (en), le Muhlenberg College, le Augsburg College et les Claremont Colleges. La plupart sont des institutions privées, mais une poignée d'universités d'arts libéraux publics existent, tels que l'Université de Mary Washington.
On retrouve aussi des universités d'arts libéraux au Canada anglais, par exemple l'université Mount Allison, l'université Bishop's et l'université Saint-Thomas.

## En Europe
À l'exception des institutions pionnières telles que le Franklin University Switzerland, établi en tant qu'université d'arts libéraux de style américain en 1969, et le Saint Louis University Madrid Campus (en), créé en 1967, l'importation du modèle d'université d'arts libéraux américaine en Europe est récente.
En France, il existe notamment l'American University of Paris.